# Andrzej Feber
Andrzej Feber (czes. Ondřej Feber; ur. 19 grudnia 1951 w Stonawie) – czeski inżynier, polityk i samorządowiec polskiego pochodzenia, działacz polskiej mniejszości narodowej na Zaolziu, senator Republiki Czeskiej (2000–2006; od 2020), w latach 1990–2022 wójt Stonawy.

## Życiorys
Z wykształcenia jest inżynierem, ukończył studia w Wyższej Szkole Transportu w Żylinie oraz Wyższej Szkole Kolejarskiej w Ostrawie. Pracował jako inżynier kolejowy. W 1990 zakładał stonawski oddział Forum Obywatelskiego. W tym samym roku został wybrany wójtem Stonawy, uzyskując reelekcję na to stanowisko w latach 1994, 1998, 2002 i 2006. W 2000 wszedł w skład Senatu Republiki Czeskiej z ramienia Unii Wolności (koalicji czterech) w okręgu Karwina. W wyborach w 2010 bez powodzenia ubiegał się o mandat poselski z listy Partii Praw Obywateli – Zemanowców. Z tej samej listy startował w wyborach samorządowych, uzyskując mandat radnego Stonawy. Był wybierany wójtem Stonawy na kolejne kadencje. Funkcję pełnił do 2022. Obecnie jest zastępcą wójta gminy.
W wyborach w 2020 został ponownie senatorem Republiki Czeskiej. W senacie reprezentuje ANO 2011. 